# Towarzystwo Miłośników Wrocławia

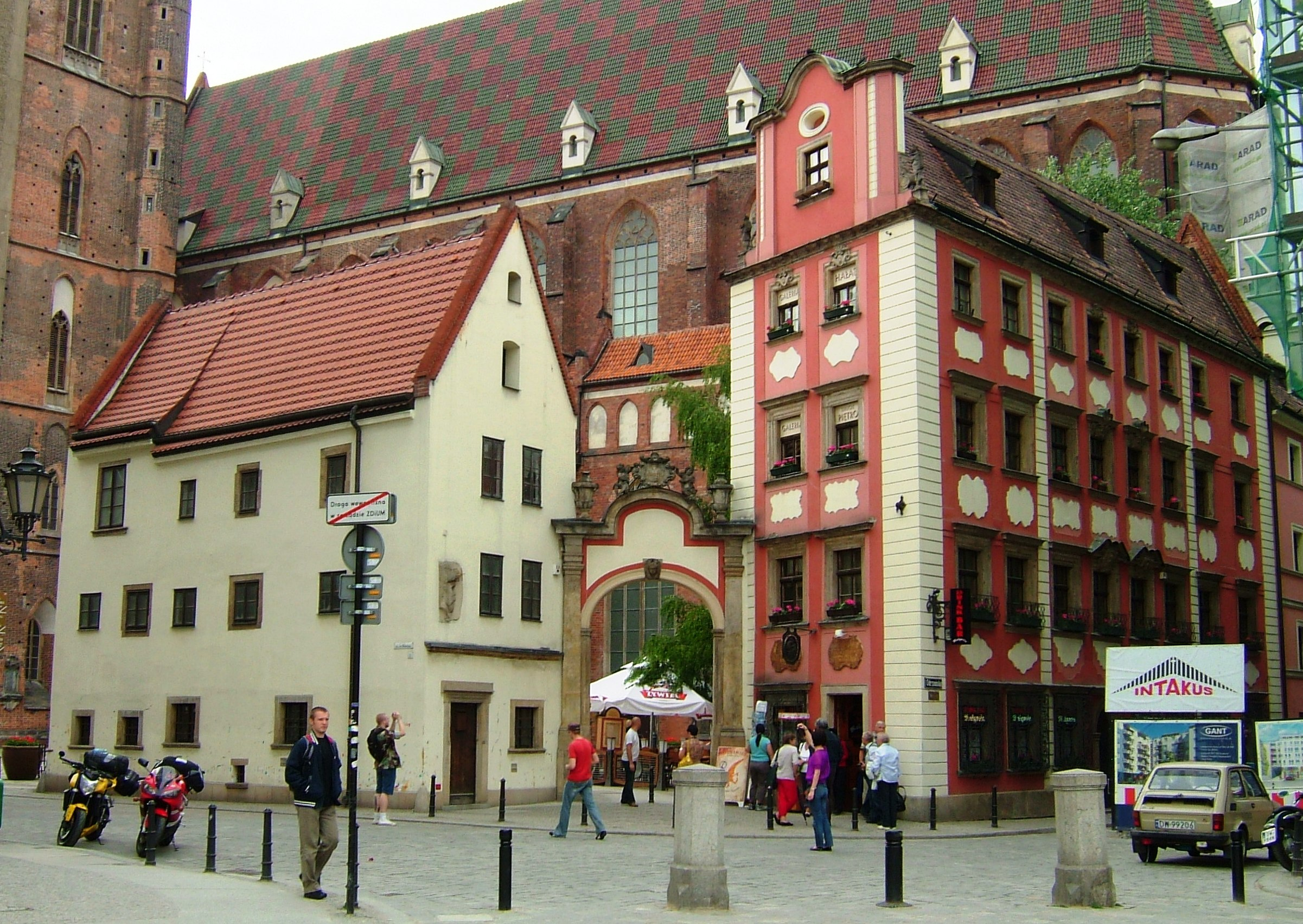
Kamienice „Jaś i Małgosia”; w kamieniczce „Małgosia” (większa, po prawej) mieści się siedziba TMW

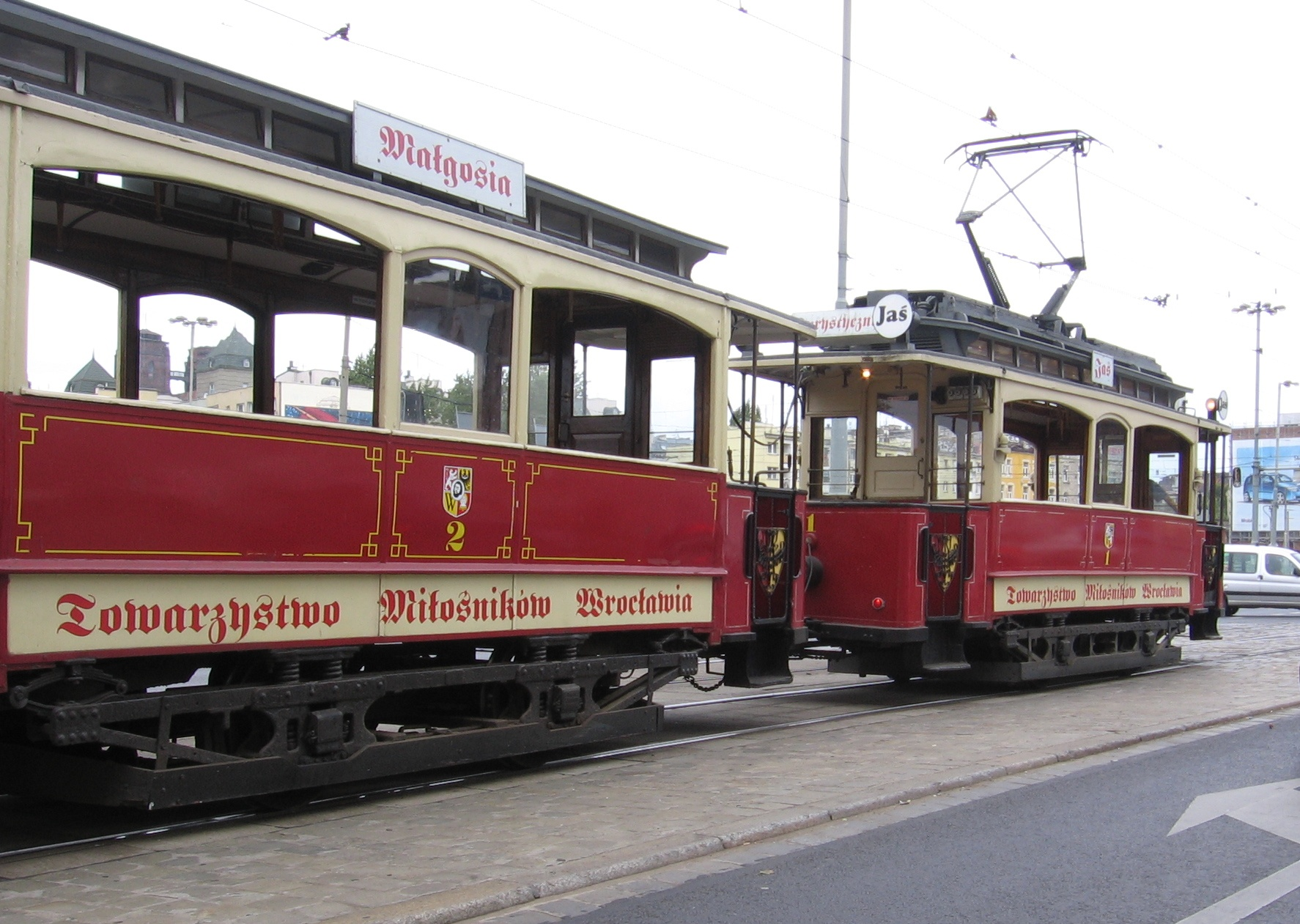
Historyczne tramwaje wrocławskie „Jaś i Małgosia” eksploatowane przez Towarzystwo Miłośników Wrocławia

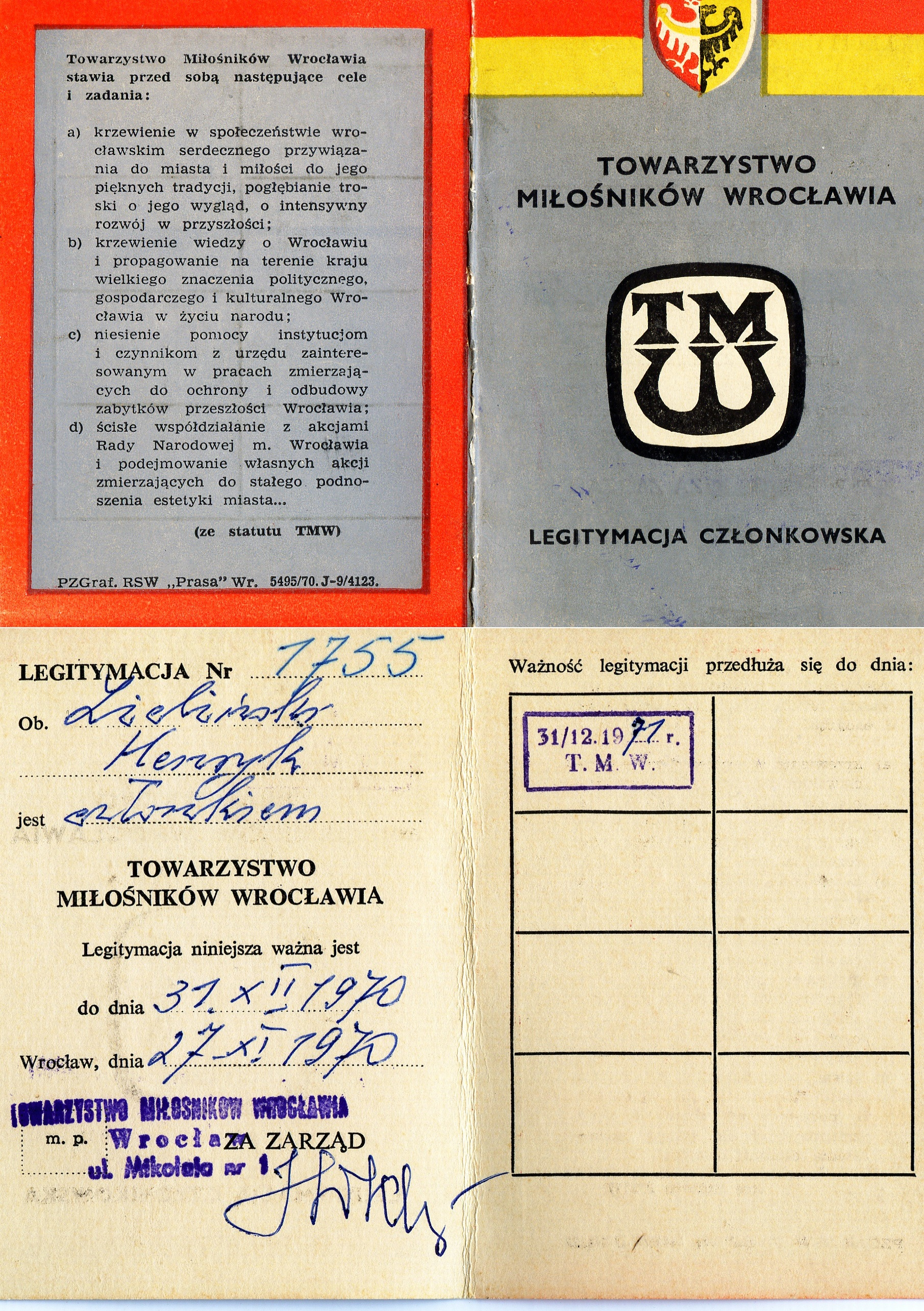
Legitymacja członkowska TMW z roku 1970

Towarzystwo Miłośników Wrocławia – założone zostało na fali przemian gomułkowskiej odwilży z inicjatywy redakcji wrocławskiego dziennika „Słowo Polskie” (pomysłodawcą utworzenia był red. Mieczysław Markowski). Działalność podjęło 23 września 1956; społeczno-kulturalny i oświatowy profil Towarzystwa oficjalnie potwierdzono jednak dopiero po kilku dziesięcioleciach jego działalności, mianowicie w statucie, obowiązującym w obecnym brzmieniu od 1993 i określającym jako nadrzędny cel funkcjonowania Towarzystwa upowszechnianie wiedzy o mieście, jego historii i tradycjach.

## Historia
Skład pierwszego (20-osobowego) zarządu TMW, wybranego w 1956 r. wchodzili m.in.:
- prezes – Prof. Stanisław Kulczyński, rektor Uniwersytetu Wrocławskiego
- I wiceprezes – red. Mieczysław Markowski ze „Słowa Polskiego”
- II wiceprezes – inż. Eugeniusz Król, przewodniczący Rady Narodowej miasta Wrocławia
- sekretarz – red. Ryszard Skała ze „Słowa Polskiego”
- skarbnik – Tadeusz Gumiński
- członkowie: prof. Jan Treter, inż. arch. Gwidon Król, red. Wacław Drozdowski, prof. Tadeusz Mikulski, mgr Marian Wójcik, red. Tadeusz Lutogniewski, Wojciech Dzieduszycki oraz kilkoro zastępców członków.

Jedną z pierwszych inicjatyw TMW był założony w 1957 Uniwersytet Powszechny, w którego zajęciach brało udział około trzystu osób. W 1958 rozpoczął działalność Wrocławski Ośrodek Badawczy, kierowany m.in. przez prof. Józefa Andrzeja Gierowskiego, w 1962 zainicjowany został cykl spotkań dyskusyjnych „Wtorki w TMW”, w strukturach TMW działał także w pierwszych latach działalności we Wrocławiu „Teatr Laboratorium 13 Rzędów” Jerzego Grotowskiego.

## Komisje i sekcje

### Sekcje
1. Sekcja Dawnej Polonii Wrocławskiej (założony w 1956)
2. Pionierów Wrocławia (1960)
3. Sekcja Zabytkowy Tabor

### Kluby
1. Budowniczych Wrocławia (1986)
2. byłych Uczniów i Nauczycieli I Państwowego Gimnazjum i Liceum Technicznego we Wrocławiu (1996)
3. Turystów Miłośników Wrocławia (1998).
4. Miłośników Komunikacji Zbiorowej 2005–2009
5. Ludzi ze Znakiem „P”[1] (1969)
6. Międzynarodowy Klub Wysokich 1968

### Komisje
1. Nazewnictwa Ulic
2. Kultury 2005
3. Wychowania Regionalnego